# Świątkowo (województwo kujawsko-pomorskie)
Świątkowo – wieś w Polsce, położona w województwie kujawsko-pomorskim, w powiecie żnińskim, w gminie Janowiec Wielkopolski.

## Integralne części wsi
| SIMC    | Nazwa             | Rodzaj    |
| ------- | ----------------- | --------- |
| 1036141 | Bógdarka          | część wsi |
| 1036394 | Kozłowiec         | część wsi |
| 1036431 | Parcele nad Szosą | część wsi |
| 1036448 | Parcele w Boru    | część wsi |
| 1036454 | Pietrzkowiec      | część wsi |

## Demografia
W latach 1975–1998 miejscowość położona była w województwie bydgoskim. Według Narodowego Spisu Powszechnego (III 2011 r.) liczyła 562 mieszkańców. Jest największą miejscowością gminy Janowiec Wielkopolski.

## Znane osoby
W sierpniu 1822 w tutejszym majątku, należącym do Stanisława Brezy, przebywał Heinrich Heine, odwiedzający w tym czasie również Poznań. Owocem tej podróży był cykl artykułów Über Polen.

## Zabytki

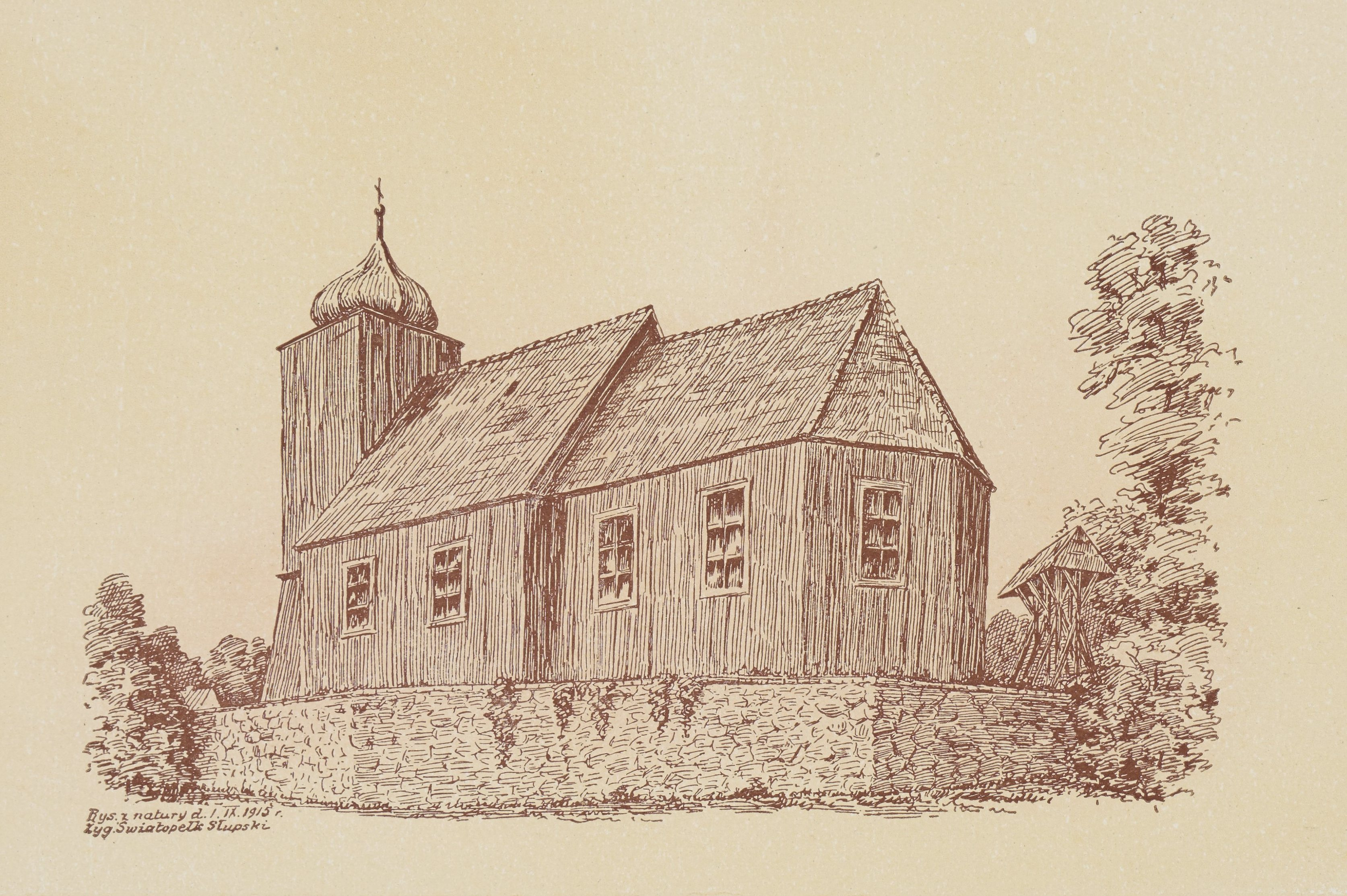
Widok kościoła przed 1917

Według rejestru zabytków NID na listę zabytków wpisane są:
- kościół parafialny pw. Świętej Trójcy, drewniany, XVIII w., nr rej.: AK I 11a/283/33 z 14.03.1933
- park dworski, początek XX w., nr rej.: 174/A z 5.06.1985.

Drewniany kościół pod wezwaniem Św. Trójcy z XVIII w. ma wieżę zakończoną baniastym hełmem. Klasycystyczne wyposażenie wnętrza pochodzi z XIX w. Kościół odrestaurowano pod koniec lat 90. XX w. Przed kościołem znajduje się figura Matki Boskiej z 1878 r.